# 鬥牛場

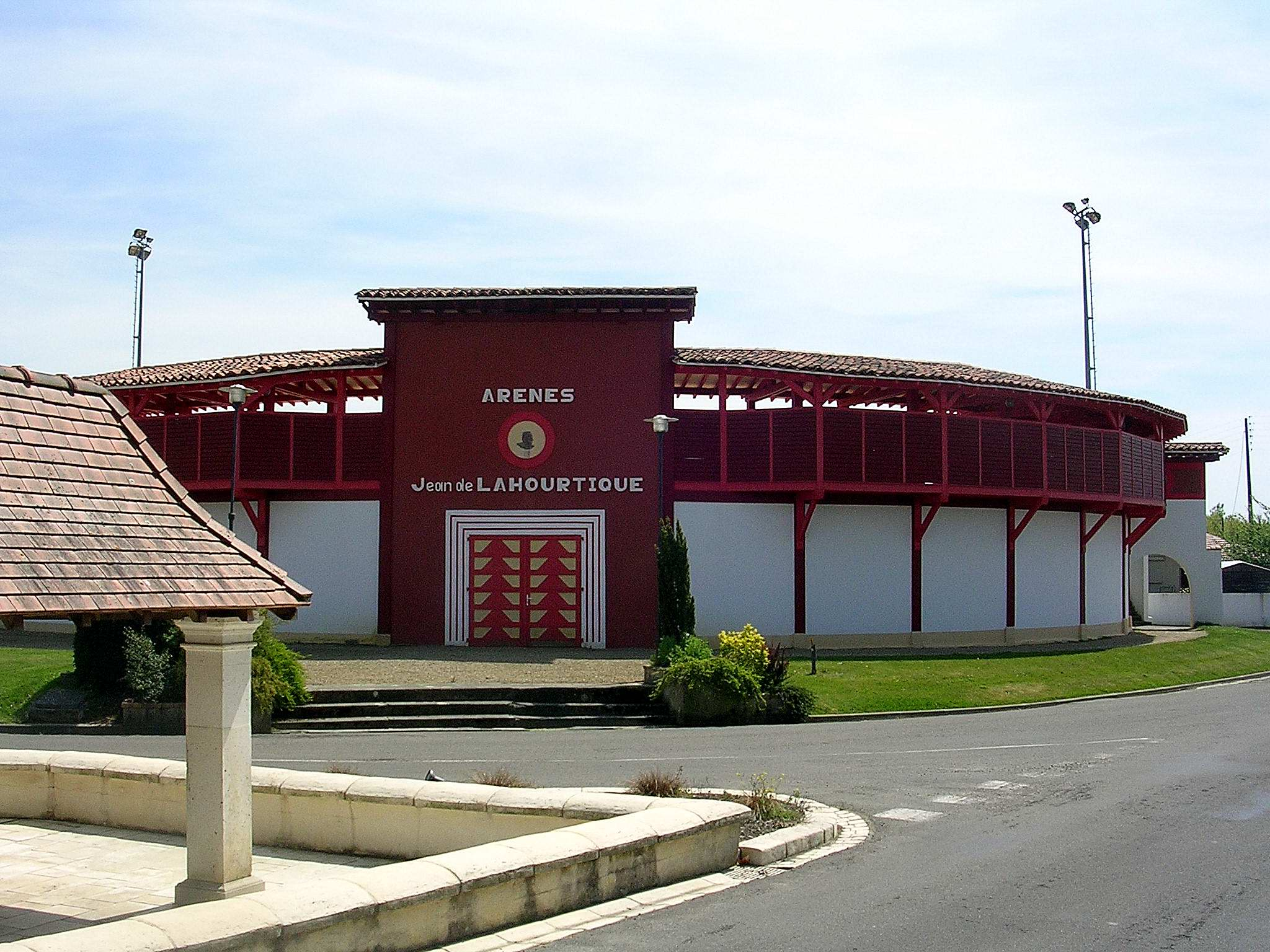
法國鬥牛場

鬥牛場顧名思義是鬥牛的地方，可以是牛與人、牛與牛、或牛與狗之間打鬥，因應各地文化而定。

## 西班牙

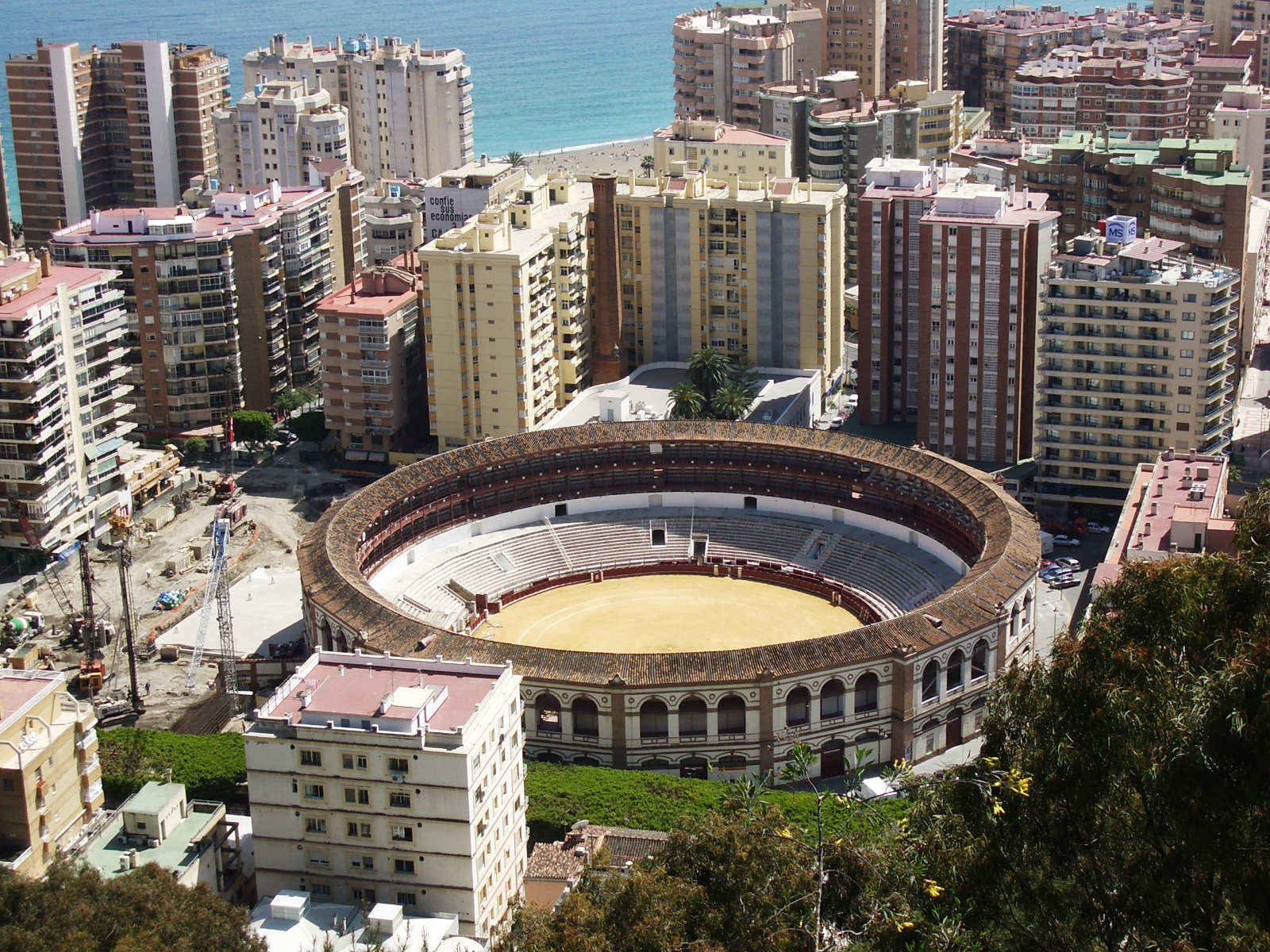
西班牙馬拉加的鬥牛場

以鬥牛為國技的西班牙，全國有400多個鬥牛場，其中25,000個座位的馬德里拉斯本塔斯廣場，是西班牙最大的鬥牛場，每年鬥牛季3月至12月吸引近6000萬的外國遊客，舉行戈雅鬥牛大賽〔Corrida Goyesca〕等。
拉斯雲達斯廣場每年更會改變成為花式越野電單車比賽場地，舉行紅牛越野電單車花式激鬥。

## 中國
廣西柳州市三江侗族自治縣東方競技鬥牛場在2009年6月動工，興建中國首家木製鬥牛場，預計三千萬元，計劃在兩年內完工，由三江當地能工巧匠用傳統木匠工藝建造。

## 日本
在被1000米左右高的群山環抱的日本城下町宇和島鬥牛場呈圓穹形，在直徑20米的賽場上，體重達1噸的兩頭牛角對角，一直要頂到一方喪失鬥志爲止。